# Vrijheid van vergadering
De vrijheid van vergadering, ook wel de vrijheid van vergadering en betoging, is een grondrecht voor groepen mensen, die op diverse plaatsen geformuleerd is. Dit grondrecht wordt soms gebruikt in combinatie met de vrijheid van vereniging.

## Wetsteksten

### Nederlandse grondwet
De omschrijving in de Nederlandse Grondwet luidt als volgt:

Artikel 9: Vrijheid van vergadering en betoging

1. Het recht tot vergadering en betoging wordt erkend, behoudens ieders verantwoordelijkheid volgens de wet. 

2. De wet kan regels stellen ter bescherming van de gezondheid, in het belang van het verkeer en ter bestrijding of voorkoming van wanordelijkheden.

De vrijheid van vergadering en betoging en met name de mogelijkheden om deze rechtmatig te beperken wordt nader uitgewerkt in de Wet openbare manifestaties.

### Belgische grondwet
De omschrijving in de Belgische Grondwet luidt als volgt:

Art. 26. De Belgen hebben het recht vreedzaam en ongewapend te vergaderen, mits zij zich gedragen naar de wetten, die het uitoefenen van dit recht kunnen regelen zonder het echter aan een voorafgaand verlof te onderwerpen.

Deze bepaling is niet van toepassing op bijeenkomsten in de open lucht, die ten volle aan de politiewetten onderworpen blijven.

### Universele verklaring van de rechten van de mens
In de Universele verklaring van de rechten van de mens is het als volgt opgenomen:

Artikel 20

Een ieder heeft recht op vrijheid van vreedzame vereniging en vergadering.

Niemand mag worden gedwongen om tot een vereniging te behoren.

### Europees Verdrag voor de Rechten van de Mens
In artikel 11 van het Europees Verdrag voor de Rechten van de Mens is het als volgt opgenomen:

Artikel 11

1. Een ieder heeft recht op vrijheid van vreedzame vergadering en op vrijheid van vereniging, met inbegrip van het recht met anderen vakverenigingen op te richten en zich bij vakverenigingen aan te sluiten voor de bescherming van zijn belangen.

2. De uitoefening van deze rechten mag aan geen andere beperkingen worden onderworpen dan die, die bij de wet zijn voorzien en die in een democratische samenleving noodzakelijk zijn in het belang van de nationale veiligheid, de openbare veiligheid, het voorkomen van wanordelijkheden en strafbare feiten, voor de bescherming van de gezondheid of de goede zeden of de bescherming van de rechten en vrijheden van anderen. Dit artikel verbiedt niet dat rechtmatige beperkingen worden gesteld aan de uitoefening van deze rechten door leden van de krijgsmacht, van de politie of van het ambtelijk apparaat van de Staat.